# Salomon Mauritz von Krusenstierna
Salomon Mauritz von Krusenstierna, född den 27 november 1794 i Karlskrona, död där den 2 februari 1876, var en svensk sjöofficer. Han var son till Maurits Peter von Krusenstierna.
Krusenstierna inträdde tidigt vid örlogsflottan, blev 1811 underlöjtnant, 1841 kommendörkapten, samt blev konteramiral i samband med sitt avsked 1861. Krusenstierna deltog i landstigningen på Kragerø 1814.
1846 erhöll han kommendering som befälhavare för fregatten Eugenies kadettexpedition, och såväl under första schleswigska kriget (1848–49) som under delar av Krimkriget (1854) var han eskaderchef med uppdrag att bevaka Sveriges intressen i de angränsande farvattnen.
Krusenstierna var 1843–49 högste ledare ("Styrande Recor") för Karlskronalogen av Coldinuorden, men hans många kommenderingar till sjöss hindrade honom under stora delar av denna tid från att aktivt leda logens arbete.
Åren 1858–61 var Krusentierna kommenderande amiral i Karlskrona.